# 多孔袋鼠介
多孔袋鼠介（学名：Kangarina cavatoidea）为尾花介科袋鼠介屬下的一个种。